# Kościół św. Marii Magdaleny w Kasinie Wielkiej
Kościół św. Marii Magdaleny – zabytkowa drewniana świątynia rzymskokatolicka, wzniesiona w XVII wieku dla parafii w miejscowości Kasina Wielka w gminie Mszana Dolna. Obiekt znajduje się na Małopolskim Szlaku Architektury Drewnianej.

## Historia
Fundatorem pierwszego kościoła w Kasinie Wielkiej był brat właściciela wsi Jan Niewiarowski. Świątynia, wzniesiona w XVI wieku, poświęcona w 1624 przetrwała do 1678 roku. Na jej miejscu stoi obecny kościół św. Marii Magdaleny z 1678 roku. W 1760 miał miejsce pierwszy poważny remont, podczas którego dobudowano wieżę.

## Architektura
Kościół św. Marii Magdaleny to budowla orientowana, jednonawowa, zbudowana z drewna. Starsza część kościoła, a więc nawa i wielobocznie zamknięte prezbiterium wykonane są według zasad konstrukcji zrębowej. Czworoboczna wieża z niewielkim pięterkiem dzwonowym, wykonana jest jako konstrukcja słupowa i szalowana deskami. Przylegają do niej dwie przybudówki oraz kruchta ze szczytem w kształcie oślego grzbietu. Całość przykrywa gontowy dach, zwieńczony wieżyczką na sygnaturkę. Wieżę wieńczy baniasty hełm z latarnią, również wykonany z gontu.

## Wnętrze
Wnętrze nakrywają stropy płaskie z zaskrzynieniami w nawie. Zdobi je polichromia o cechach barokowych. Zawiera zarówno elementy figuralne jak i ornamentalne. Na sklepieniu nad nawą przedstawiona została scena koronacji Najświętszej Marii Panny. Z kolei nad przedsionkiem pod wieżą przedstawiono sceny z dziejów zakonu Dominikanów.

### Ołtarze
ołtarz głównywykonany w stylu późnego baroku. Znajduje się w nim starodawna figura Marii Magdaleny, przesłaniana obrazem św. Jadwigi. Po bokach znajdują się figury świętych Piotra i Pawła
ołtarze bocznerównież późnobarokowe:
- ołtarz Matki Bożej z Dzieciątkiem,
- ołtarz Serca Pana Jezusa.

### Wyposażenie
Wiele wartoścowych rzeczy, które stanowiły wyposażenie kościoła, zostało zrabowanych, a kilka cennych obrazów umieszczono w zbiorach tarnowskiego Muzeum Diecezjalnego. Zachowane do dziś elementy wyposażenia mają w większości cechy stylu późnobarokowego i rokokowego.
- Grupa Ukrzyżowania na belce tęczowej, na którą składa się XVII-wieczny barokowy krucyfiks oraz wycięte z deski postacie Matki Bożej i św. Jana[2][5][4];
- chrzcielnica ścienna z XVII wieku[8];
- Droga Krzyżowa z 1888 roku[8], malowana na płótnie[7];
- organy z 1835, wykonane przez Marcina Pracza Pcimskiego[7];
- figura Serce Matki Bożej[7];
- cztery zabytkowe sztandary: Maria Magdalena, Serce Jezusa, Matka Boska i Najświętsza Panna Maryja Niepokalanie Poczęta[7].
- obraz Matki Bożej Bocheńskiej (obecnie w nowym kościele)[7].